# Rasac
Rasac (possiblement del quítxua gripau) és una muntanya de la serralada Huayhuash al centre del Perú, una secció de la gran serralada dels Andes. El cim s'eleva fins als 6.017 msnm, tot i que altres fonts li atorguen una altura del 6.040 msnm. Tot i superar els 6.000 metres, es troba eclipsat pel veí Yerupajá.